# Helmut Haussmann
Helmut Haussmann (ur. 18 maja 1943 w Tybindze) – niemiecki polityk, przedsiębiorca i nauczyciel akademicki, działacz Wolnej Partii Demokratycznej (FDP), parlamentarzysta, w latach 1988–1991 minister gospodarki.

## Życiorys
Absolwent szkoły średniej w Metzingen z 1961. Odbył praktykę zawodową w Deutsche Banku i w Daimler-Benz. Do 1968 studiował nauki ekonomiczne i społeczne na Uniwersytecie w Tybindze, Uniwersytecie Hamburskim oraz Friedrich-Alexander-Universität Erlangen-Nürnberg. Doktoryzował się w 1975. W latach 1968–1971 był partnerem zarządzającym w przedsiębiorstwie Firma Berninger & Spilke KG, później został nauczycielem akademickim na FAU Erlangen-Nürnberg.
W 1969 wstąpił do Wolnej Partii Demokratycznej. W latach 1975–1980 był radnym miejskim w Bad Urach. W 1976 uzyskał mandat posła do Bundestagu, w którym zasiadał nieprzerwanie do 2002. Od 1984 do 1988 pełnił funkcję sekretarza generalnego FDP. W latach 1988–1991 sprawował urząd ministra gospodarki w trzecim rządzie Helmuta Kohla.
Powrócił później do działalności dydaktycznej jako wykładowca na FAU Erlangen-Nürnberg oraz na Uniwersytecie w Tybindze. Od 1991 związany również z przedsiębiorstwem Capgemini, w 2001 został przewodniczącym rady doradczej GEMINI Executive Search.